# Syndyophyllum occidentale
Syndyophyllum occidentale är en törelväxtart som först beskrevs av Airy Shaw, och fick sitt nu gällande namn av P.C.van Welzen. Syndyophyllum occidentale ingår i släktet Syndyophyllum och familjen törelväxter. Inga underarter finns listade i Catalogue of Life.